# … und das ist die Hauptsache!?
Pour plus de détails, voir Fiche technique et Distribution.
… und das ist die Hauptsache!? (titre français : Nuit de bal ou Et cela c'est l'essentiel) est un film allemand réalisé par Joe May, sorti en 1931.

## Synopsis
Werner et Renée Roettlinck forment un beau couple et viennent des soi-disant « cercles meilleurs ». C'est un directeur général respecté, c'est une « grande dame » aux habitudes et à l'apparence distinguées. Ils ont tous les deux une jeune fille nommée Peterle. Lorsque les deux époux vont à un bal ensemble au moment du carnaval en février, auquel le couple a reçu des billets gratuits de manière anonyme, ils ont besoin d'un peu de temps pour briser la glace et se joindre à l'agitation turbulente. La guillerette et extrêmement sociable Pixi, qui connaît beaucoup moins d'inhibitions que les Roettlinck, est déjà d'humeur et commence à flirter sans vergogne avec le directeur. Sa noble femme éloignée veut oublier cette nuit et donne à Werner une sorte de billet gratuit pour cela. Il s'avère que les billets proviennent de Pixi.
Renée reste d'abord étrangement raide et se sent mal à l'aise lorsque d'autres hommes, qui lui sont étrangers, lui demandent de danser. Cependant, son mari lui dit qu'elle aussi peut "se laisser aller" ce soir et que cela ne devrait affecter aucun des mariages. Alors que son mari Werner passe un bon moment avec Pixi, Renée fait la connaissance d'un vrai prince, qui fait rapidement sa cour. Lorsqu'elle doit remarquer à distance les activités de Werner et Pixi, Renée décide de ne pas laisser la soirée être gâtée et se laisse aller au jeu du flirt avec le haut noble, aux manières impeccables. Il a déjà mis en place un bon dîner dans sa chambre d'hôtel, auquel Renée est heureuse d'être invitée.
L'artiste Pixi a emmené Werner dans son atelier pour continuer à y faire la fête. Soudain, Werner se rend compte qu'il a laissé sa femme au bal sans dire un mot. Quand il appelle à la maison tard dans la nuit, il découvre que Renée est toujours portée disparue. Werner soupçonne qu'il est peut-être allé trop loin avec Pixi et s'inquiète sérieusement de l'endroit où se trouve sa femme. Même le prince, qui se révèle rapidement être un escroc à la recherche de ses bijoux, ne s'entend pas vraiment avec Renée, malgré son noble habitus, son dîner et son champagne. Les vieilles inhibitions chez Renée reviennent, et plus la nuit avance, plus elle devient inhibée et raidie. Avant que le méchant ne puisse faire son forfait, la police apparaît, qui attendait déjà dans la pièce voisine que le « Prince » rentre à la maison pour l'arrêter. Pour Renée et Werner Roettlinck, cette expérience se termine par le fait qu'ils s'aiment encore plus qu'ils ne le pensaient, et c'est cela l'essentiel.

## Fiche technique
- Titre original : … und das ist die Hauptsache!?
- Réalisation : Joe May assisté d'Erich Schmidt
- Scénario : Adolf Lantz d'après une idée de Richard Duschinsky
- Musique : Walter Jurmann, Willy Schmidt-Gentner
- Direction artistique : Otto Hunte
- Costumes : Tichomar Varady
- Photographie : Otto Kanturek
- Son : Walter Tjaden
- Production : Joe May
- Société de production : May-Film
- Société de distribution : Deutsche Lichtspiel-Syndikat
- Pays d'origine :  République de Weimar
- Langue : allemand
- Format : Noir et blanc - 1,20:1 - mono - 35 mm
- Genre : Comédie
- Durée : 88 minutes
- Dates de sortie :
  - République de Weimar : 23 mars 1931.
  - États-Unis : 24 mai 1931.
  - Danemark : 14 septembre 1931.
  - Royaume de Hongrie : 22 octobre 1931.
  - France : 8 septembre 1933[1].

## Distribution
- Nora Gregor : Renée Roettlinck
- Harry Liedtke : Werner Roettlinck, son époux
- Agnes Bernauer : Peterle Roettlinck, leur fille
- Ursula Grabley : Pixi
- Robert Thoeren (de) : le "Prince", un imposteur
- Ferdinand Hart : Bittrich, son majordome
- Otto Wallburg : Klöppel, un peintre
- Fritz Odemar : le commissaire criminel Schierling
- Jakob Tiedtke : Wilhelm, le majordome des Roettlinck
- Julius Falkenstein : un participant du bal
- Ernst Duschy : le chiffonnier
- Julius E. Herrmann (de) : un participant du bal costumé
- Trude Lehmann (de) : un client du Sternen-Bar
- Rolf Müller : un jeune homme triste au Sternen-Bar
- Ernst Pröckl (de) : le barman
- Toni Tetzlaff (de) : la femme du vestiaire
- Viktor Schwanneke : le serveur qui s'est trompé dans l'addition
- Ila Düren : une fille au Sternen-Bar
- Ilse Fürstenberg : une jeune fille au pair

## Source de traduction
- (de) Cet article est partiellement ou en totalité issu de l’article de Wikipédia en allemand intitulé « … und das ist die Hauptsache!? » (voir la liste des auteurs).